# 反ヘリウム
反ヘリウム（はんヘリウム、Antihelium）は、反物質で構成される元素の一種。
元素記号はHe（ヘリウムの元素記号Heの上に線を引く。読みは「エイチ・イー・バー」）。原子番号は−2。
通常のヘリウム原子核は陽子と中性子から構成されるのに対し、反ヘリウム原子核は反陽子と反中性子から構成される。今のところ原子核のみが合成されているのみで、陽電子が原子核の周りを回る原子の状態のものは見つかっていない。

## 反ヘリウムの同位体
3Heは1970年代に合成された。
2011年4月、米ブルックヘブン国立研究所(BNL)の実験により4Heが合成された。10億回の金原子核の衝突によって生じた5000億個の荷電粒子の軌跡を調べたところ、その中で18個が、反ヘリウム原子核と思われる軌跡であった。

## その他
反ヘリウムは、2016年現在、人類が手にすることの出来る最も重い反物質であると思われている。
これ以上重い反原子核は、何らかの偶然を除けば、生成確率が非常に低く、例えば、次に重い「反リチウム」（antilithium）が今回の実験で使用された加速器によって生成される確率は、反ヘリウムの場合の1/200万と考えられている。